# Stade Villapark
Le stade Villapark (en néerlandais : Villaparkstadion) était un stade de football situé dans la commune de Turnhout dans la Campine anversoise. De son inauguration officielle en 1947 jusqu’à sa fermeture en 2005, il fut l'antre du KV Turnhout (nommé FC Turnhout jusqu’en 2002), matricule 148 de l'URBSFA.
Dans le courant de l’année 2005, l'enceinte fut rasée pour laisser place à un complexe résidentiel que…son nom laissait donc augurer. Depuis le 19 février 2005, le KV Turnhout joue ses matches à domicile au stade dénommé « Stadspark ».

## Repères historiques
- Le premier but inscrit lors d’un match officiel au Villapark fut l’œuvre de Roger Bauwens lors de la venue de l’Excelsior FC Hasselt, en 1947, dans le cadre du championnat de Division 1 série A.

- Le Villapark a connu les honneurs de la Division 1 lors de la saison 1963-1964.
- Au total, le stade Villapark hébergea 59 saisons du KV Turnhout en séries nationales:
  - 1 de Division 1
  - 29 de Division 2
  - 28 de Division 3
  - 1 de Promotion

- Le dernier but inscrit lors d’un match officiel au Villapark fut l’œuvre de l'ancien « Diable Rouge » Bruno Versavel, lors de la venue de Bornem, le 23 janvier 2005, dans le cadre du match de championnat de Division 3 série A.

- Lors de la dernière rencontre, le 23/01/2005, le kop du KV Turnhout reprit à l'unisson le compte à rebours des dix dernières secondes en même temps qu’elles s’affichaient sur le marquoir du stade.

### Sources et liens externes
- (nl) Article du journal « Het Nieuwsblad » relatant le dernier match au Villapark (édition du 24/01/2005)